# Ere (langue)
Pour les articles homonymes, voir Ere.
L’ere est une langue austronésienne parlée en Papouasie-Nouvelle-Guinée, sur la côte sud-est de l'île de Manus et les régions proches. Il appartient à la branche malayo-polynésienne des langues austronésiennes.

## Phonologie
Les tableaux présentent les phonèmes de l’ere.

### Voyelles
|         | Antérieure | Centrale | Postérieure |
| ------- | ---------- | -------- | ----------- |
| Fermée  | i [i]      |          | u [u]       |
| Moyenne | e [e]      |          | o [o]       |
| Ouverte |            | a [a]    |             |

### Consonnes
|              |                 | Bilabiales | Dentales | Alvéolaires | Alvéolaires | Dorsales | Dorsales | Glottales |
| ------------ | --------------- | ---------- | -------- | ----------- | ----------- | -------- | -------- | --------- |
| Centrales    | Latérales       | Bilabiales | Dentales | Palatales   | Vélaires    |          |          | Glottales |
| Occlusives   | Sourde          | p [p]      |          | t [t]       |             |          | k [k]    |           |
| Occlusives   | Labiovélarisées | pʷ [pʷ]    |          |             |             |          | kʷ [kʷ]  |           |
| Occlusives   | Prénasalisées   | mb [m͡b]    |          | nd [n͡d]     |             |          |          |           |
| Fricative    | Fricative       |            |          | s [s]       |             |          |          | h [h]     |
| Nasale       | Simples         | m [m]      |          | n [n]       |             |          | ŋ [ŋ]    |           |
| Nasale       | Labiovélarisée  | mʷ [mʷ]    |          |             |             |          |          |           |
| Liquide      | Liquide         |            |          | r [r]       | l [l]       |          |          |           |
| Semi-voyelle | Semi-voyelle    | w [w]      |          |             |             | y [j]    |          |           |

- Le coup de glotte [ʔ] existe mais n'est pas considéré comme un phonème car il est prédictible[2]. Il apparaît entre deux voyelles identiques et en finale d'un mot se terminant par une voyelle. Exemples :
  - peʔew - requin
  - lumoʔ - ma main

## Sources
- (en) Blust, Robert, Low Vowel Dissimilation in Ere, Oceanic Linguistics, 35:1, pp. 96-112, 1996.